# Bordschütze

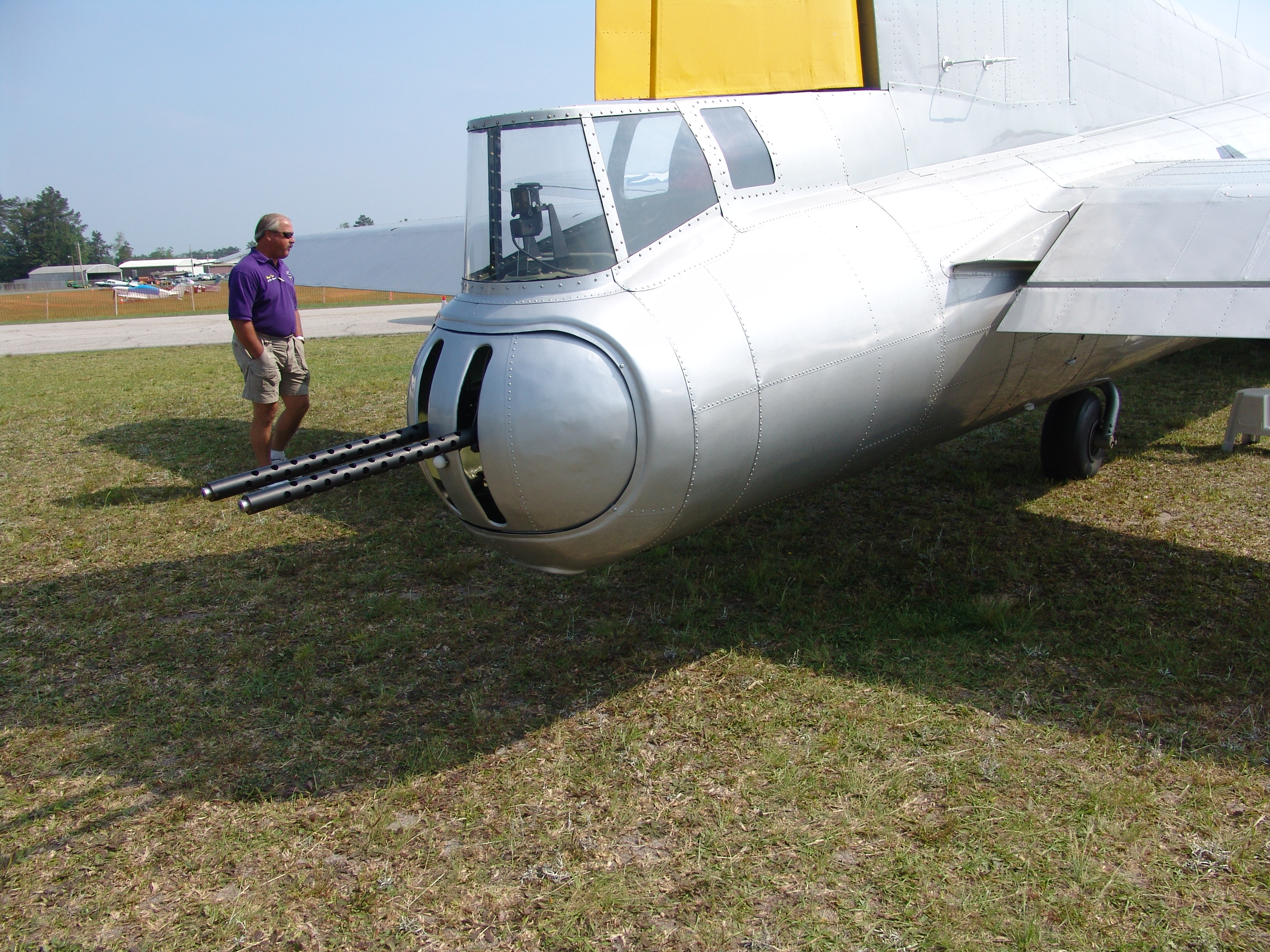
Kampfstand eines Bordschützen im Heck einer B-17

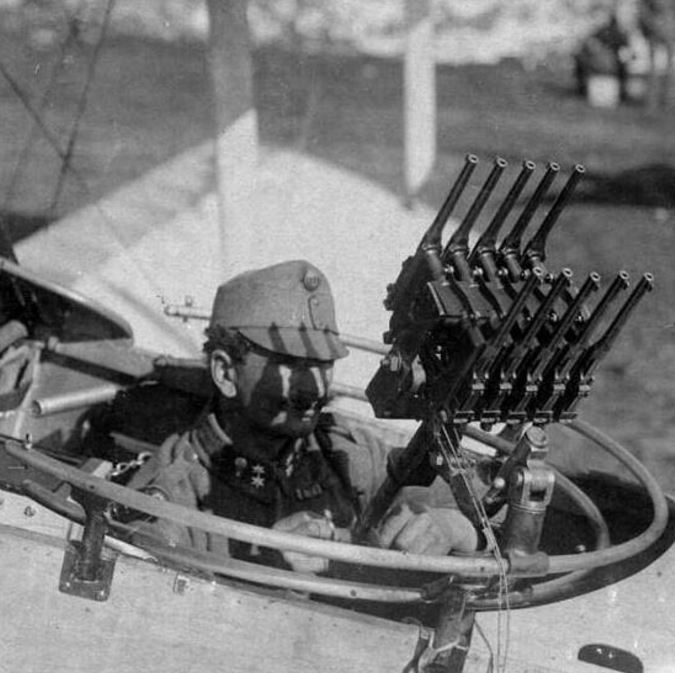
Bordschütze mit Mauser C96-Zehnfachmontage (Österreich Erster Weltkrieg)

Bordschützen sind Besatzungsmitglieder zur Luftverteidigung  eines Flugzeugs, meist eines Kampfflugzeugs oder Bombers, deren Hauptaufgabe die Bedienung von Bordwaffen wie Maschinengewehren oder -kanonen zur Abwehr gegen Jagdflugzeuge ist.

## Entwicklung und Einsatz
Im Ersten Weltkrieg wurden zur Luftverteidigung zum Teil noch Pistolen von Piloten und Beobachtern eingesetzt. Spezielle Bordschützen zur Luftabwehr waren kaum im Einsatz. In den Langstreckenbombern des Zweiten Weltkrieges, z. B. der US-amerikanischen Boeing B-17 „Flying Fortress“, machten die Bordschützen mehr als die Hälfte der Besatzung aus.
In kleineren Flugzeugen, wie z. B. der deutschen Ju 87 (Stuka), hatten Bordschützen mehrere Funktionen. Oft waren sie zusätzlich auch Funker oder Bombenschützen.
In modernen Flugzeugen gibt es im Allgemeinen keine Bordschützen mehr, da Rohrwaffen zur Verteidigung nicht mehr eingesetzt werden. Die heutige Hauptbedrohung für Kampfflugzeuge besteht durch Raketen, die vor allem durch Täuschkörper und Maßnahmen der elektronischen Kampfführung bekämpft werden. Diese werden heute entweder vom Piloten selbst oder einem „Waffensystemoffizier“ genannten Besatzungsmitglied mit erweitertem Aufgabengebiet bedient.
Bordschützen, vor allem in Transporthubschraubern, werden teilweise Doorgunner genannt, wenn sie mit handgeführten Waffen aus Türen und Luken heraus schießen können. Die Bordschützen der Bundeswehr werden auf dem Truppenübungsplatz Oberlausitz an CH-53 Transporthubschraubern ausgebildet.